# Sjukhuskompaniet i Somalia
Sjukhuskompaniet i Somalia var en del av det svenska bidraget till FN:s insatser under Inbördeskriget i Somalia. Sjukhuskompaniet var grupperat vid universitetet i Mogadishu. Campen kallades Camp Tre Kronor.
Den svenska styrkan var cirka 150 personer/rotationsomgång.
| Förbandskod | Aktivt                      | Huvudman             | Kommentar                      |
| ----------- | --------------------------- | -------------------- | ------------------------------ |
| SO01        | december 1992-februari 1993 | UNITAF               |                                |
| SO02        | mars–juni 1993              | UNITAF och UNOSOM II | Övergick till UNOSOM II i mars |
| SO03        | juni–september 1993         | UNOSOM II            | [ 2 ]                          |
| SO04        | september–december 1993     | UNOSOM II            |                                |

## SO01
SO01 var det första svenska sjukhuskompaniet i Somalia

## SO02
SO02 var det andra svenska sjukhuskompaniet i Somalia

## SO03
SO03 var det tredje svenska sjukhuskompaniet i Somalia
Under SO03 tid i området blev förbandets gruppering utsatt för granatattacker vid sju tillfällen. Inga svenskar blev skadade.

## SO04
SO04 var det fjärde svenska sjukhuskompaniet i Somalia